# Dean Winters
Dean Gerard Winters (New York, 20 juli 1964) is een Amerikaans acteur van Iers-Italiaanse afkomst. Hij debuteerde in 1997 op het witte doek als Cleet in Conspiracy Theory. Sindsdien speelde hij in meer dan tien andere films. Daarnaast was Winters te zien als wederkerend personage in verschillende televisieseries. Zijn omvangrijkste rollen daarin zijn die als gevangene Ryan O'Reily in Oz, die als Johnny Gavin in Rescue Me en die als Detective Brian Cassidy in Law & Order: Special Victims Unit.
Winters' jongere broer Scott William is eveneens acteur en speelde samen met hem in Oz, als Ryan O'Reilly's door hersenschade verstandelijk gehandicapt geraakte broer Cyril.

## Filmografie
*Exclusief televisiefilms
| - Highest 2 Lowest (2025) - The Out-Laws (2023) - Christmas vs. the Walters (2021) - Palmer (2021) - Lost Girls (2020) - Father of the Year (2018) - Rough Night (2017) - Teenage Mutant Ninja Turtles: Out of the Shadows (2016) - John Wick (2014) - Don Peyote (2014) - The Devil You Know (2013) - Today's Special (2009) | - Splinterheads (2009) - Winter of Frozen Dreams (2009) - P.S. I Love You (2007) - Dead Calling (2006) - Bristol Boys (2005) - Love Rome (2004) - Brooklyn Bound (2004) - Hellraiser: Hellseeker (2002) - Snipes (2001) - Undercover Angel (1999) - Lifebreath (1997) - Conspiracy Theory (1997) |

## Televisieseries
*Exclusief eenmalige rollen
- Brooklyn Nine-Nine - Detective 'The Vulture' Pembroke (2013-2017, zeven afleveringen)
- Law & Order: Special Victims Unit - Detective Brian Cassidy (1999-2014, 27 afleveringen)
- 30 Rock - Dennis Duffy (2006-2012, vijftien afleveringen)
- Rescue Me - Johnny Gavin (2004-2011, 34 afleveringen)
- Life on Mars - Vic Tyler (2008-2009, drie afleveringen)
- Terminator: The Sarah Connor Chronicles - Charley Dixon (2008-2009, negen afleveringen)
- Oz - Ryan O'Reily (1997-2003, 56 afleveringen)
- Homicide: Life on the Street - Tom Marans (1995-1996, drie afleveringen)
- American gods - Mr Town (2019)

- Bibliothèque nationale de France: cb145517343 (data)
- Gemeinsame Normdatei: 1101355557
- International Standard Name Identifier: 0000 0001 1466 6960
- Library of Congress Control Number: no2004010161
- Virtual International Authority File: 5171175
- WorldCat: E39PBJy4c3jTvygKRvQQkvdfbd